# Tramvajová doprava v Záhřebu
Hlavní město Chorvatska Záhřeb provozuje prostřednictvím dopravního podniku Zagrebački električni tramvaj rozsáhlou tramvajovou síť s patnácti (č. 1–9, 11–15 a 17) denními a čtyřmi nočními linkami.

## Charakter provozu
Záhřeb je jedno ze dvou měst v Chorvatsku, které provozuje tramvajovou dopravu (tím druhým je Osijek). V milionovém městě jsou tramvaje páteřní dopravou. Tramvajové trati vedou i samotným centrem města, i po hlavním náměstí Bana Jelačiće, některé tratě končí ale i v příměstských oblastech. Síť má délku 58 km. Městský nátěr vozidel je modro-bílý nebo modro-krémový (u starších vozů). Rozchod kolejí činí 1000 mm. Záhřebské tramvajové tratě obvykle vedeny po vnějším okraji vozovky, což v případě městských tramvajových systémů není příliš obvyklé. Kromě toho je povrch tramvajových pruhů často řešen betonem s malými drážkami, což ztěžuje jízdu cyklistům, kteří tak jezdí po chodnících.

## Historie
První tramvaje (tehdy se jednalo o koňku) se objevila v ulicích města již v roce 1891. Později, v do roku 1910, byla síť elektrifikována a staré koňské tramvaje vyřazeny do Veliké Gorice. V 20. letech byly nakoupeny tramvajové vozy značky Ganz z Budapešti, zřízen byl i současný dopravce ZET. Po druhé světové válce zakoupilo město jak vlastní tramvaje značky Đuro Đaković, tak i z Československa značky Tatra, jednalo se o vozy typu T4 (motorové vozy) a B4 (vlečné vozy). Na konci 70. let tramvaje překročily řeku Sávu a dosáhly tak nových sídlišť na okraji města. V 90. letech se pak objevily nové moderní tramvaje typu Končar a nakonec na začátku 21. století i Crotram.

## Linkové vedení

### Denní linky
| Linka č. | Z               | Přes                                                      | Do                   | Poznámky                                        |
| -------- | --------------- | --------------------------------------------------------- | -------------------- | ----------------------------------------------- |
| 1        | Západní nádraží | Náměstí bána Jelačiće, Zvonimirova                        | Borongaj             |                                                 |
| 2        | Črnomerec       | Hlavní nádraží, Autobusové nádraží, Žitnjak               | Savišće              | Některé spoje jezdí jen do Žitnjaku.            |
| 3        | Ljubljanica     | Vukovarská                                                | Savišće              | Není v provozu o víkendech a svátcích.          |
| 4        | Sávsky most     | Hlavní nádraží, Dubrava                                   | Dubec                |                                                 |
| 5        | Prečko          | Autobusové nádraží                                        | Dubrava              | Některé spoje jezdí jen do Maksimiru.           |
| 6        | Črnomerec       | Náměstí bána Jelačiće, Hlavní nádraží, Autobusové nádraží | Sopot                |                                                 |
| 7        | Sávsky most     | Velesajam, Autobusové nádraží, Dubrava                    | Dubec                |                                                 |
| 8        | Mihaljevac      | Draškovićeva, Autobusové nádraží                          | Zapruđe              | Není v provozu o víkendech a státních svátcích. |
| 9        | Ljubljanica     | Hlavní nádraží, Zvonimirova                               | Borongaj             |                                                 |
| 11       | Črnomerec       | Náměstí bána Jelačiće, Dubrava                            | Dubec                |                                                 |
| 12       | Ljubljanica     | Náměstí bána Jelačiće                                     | Dubrava              | Některé spoje jezdí jen do Maksimiru.           |
| 13       | Žitnjak         | Vukovarská, Náměstí bána Jelačiće, Hlavní nádraží         | Kvaternikovo náměstí |                                                 |
| 14       | Mihaljevac      | Náměstí bána Jelačiće, Velesajam                          | Zapruđe              |                                                 |
| 15       | Mihaljevac      | Gračani                                                   | Gračansko Dolje      |                                                 |
| 17       | Prečko          | Sávská, Náměstí bána Jelačiće, Zvonimirova                | Borongaj             |                                                 |

### Noční linky
| Linka č. | Z           | Přes                                  | Do          |
| -------- | ----------- | ------------------------------------- | ----------- |
| 31       | Črnomerec   | Zrinjevac, Velesajam                  | Sávsky most |
| 32       | Prečko      | Náměstí bána Jelačiće                 | Borongaj    |
| 33       | Dolje       | Hlavní nádraží, Vukovarská            | Savišće     |
| 34       | Ljubljanica | Náměstí bána Jelačiće, Hlavní nádraží | Dubec       |

## Vozový park
V Záhřebu jezdí následující vozidla : 
| Obrázek | Typ         | Výrobce           |
| ------- | ----------- | ----------------- |
|         | M−24        |                   |
|         | TMK 101     | Đuro Đaković      |
|         | TMK 201     | Đuro Đaković      |
|         | Tatra T4YU  | ČKD Tatra Smíchov |
|         | Tatra KT4YU | ČKD Tatra Smíchov |
|         | TMK 900     | Đuro Đaković      |
|         | Düwag GT6   | Düwag             |
|         | TMK 2100    | Končar            |
|         | TMK 2200    | Crotram           |

## Jízdné

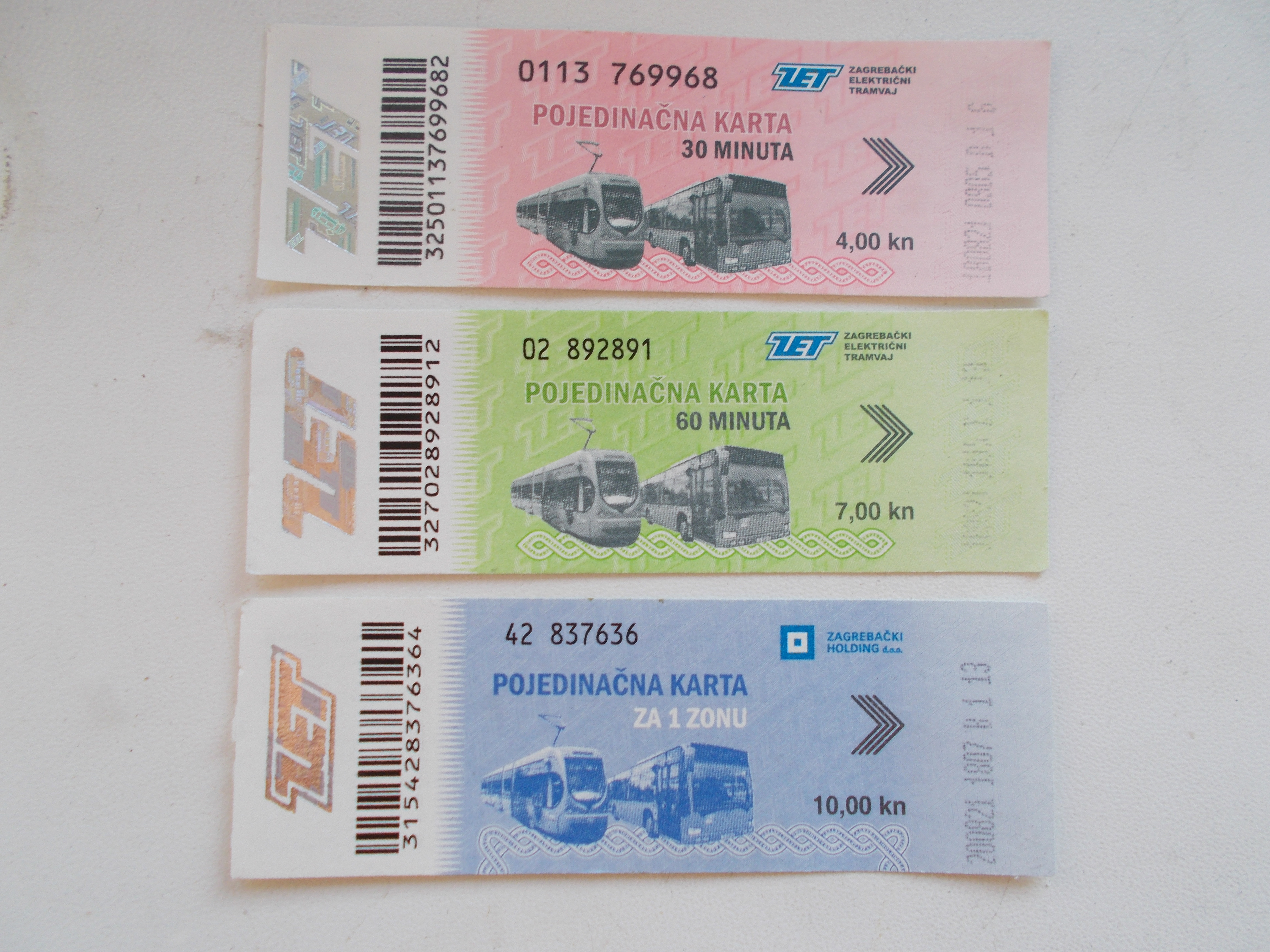
Jízdenky na MHD v Záhřebu

V tarifním systému ZET se používají následující typy cestovních lístků:
- Předplatní jízdenka - Nahrazuje dřívější měsíční nebo roční kupon a je určena především cestujícím, kteří denně používají veřejnou dopravu.
- Vícedenní jízdenka - Pro cestující, kteří v Záhřebu příležitostně několik dní po sobě používají veřejnou dopravu.
- Papírová jízdenka - Na rozdíl od vícedenní jízdenky platí jednotlivá papírová jízdenka pouze pro jednosměrnou jízdu a měla by být při vstupu do vozidla označena. Platnost v oblasti první tarifní zóny závisí na typu jízdenky (30, 60 nebo 90 minut). V každé následující zóně platí papírová jízdenka po dobu 30 minut.

Na začátku roku 2017 byla zavedena jednotlivá jízdenka platná v oblasti první zóny v délce 30 minut a v roce 2019 byla zavedena jednotlivá jízdenka platná v oblasti první zóny v délce 60 minut.
Celá síť tramvají se nachází v 1. tarifním pásmu.